# Osvaldo Sala
Osvaldo Rubén Sala (Tres Arroyos, 3 de julio de 1944) es un ingeniero electricista y político argentino del Partido Justicialista, que se desempeñó como intendente de Puerto Madryn (1983-1991) y como senador nacional por la provincia del Chubut entre 1995 y 2001.

## Biografía
Nació en julio de 1944 en Tres Arroyos (provincia de Buenos Aires) y se recibió en ingeniería eléctrica en la Universidad Nacional del Sur en Bahía Blanca.
Radicado en la provincia del Chubut, fue asesor de desarrollo del gobierno provincial entre 1969 y 1973. De 1973 a 1976 fue jefe de Proyecto del Programa de las Naciones Unidas para el Desarrollo de la Patagonia en el Consejo Federal de Inversiones. Entre 1976 y 1979 fue gerente de plantas industriales en las ciudades de Comodoro Rivadavia y Puerto Madryn. Desde ese último año hasta 1983 se desempeñó como director del Centro Nacional Patagónico (CENPAT) del Consejo Nacional de Investigaciones Científicas y Técnicas (CONICET).
Con la recuperación de la democracia en 1983, fue electo intendente de Puerto Madryn, siendo reelegido en 1987. En ese mismo período presidió el Congreso Provincial del Partido Justicialista (PJ). En las elecciones provinciales de 1991 fue candidato a gobernador por el PJ. Allí se impuso en la interna peronista a Marcelo Guinle (al haber obtenido el 28,15% de los votos en su sublema, acompañado por Venicio Fenizi), pero fue derrotado en la segunda vuelta por el radical Carlos Maestro, quien se obtuvo cerca del 53% de los votos. Tras ello, fue delegado provincial del Programa de Atención Médica Integral (PAMI).
Entre 1991 y 1995 integró el Consejo Provincial del PJ y en 1994 fue convencional constituyente en la reforma de la constitución del Chubut, siendo presidente del bloque justicialista. Desde 1993 fue miembro de la Junta Electoral Nacional del PJ.
En las elecciones al Senado de 1995, fue elegido senador nacional por Chubut, completando su mandato en 2001. Fue presidente de la comisión de Turismo, secretario en la comisión de Pesca y vocal en las comisiones de Industria; de Recursos Hídricos; y de Combustibles. Tras su paso por el Congreso, integró el Ente Nacional Regulador del Gas y, más tarde, presidió la Administración Portuaria de Puerto Madryn desde 2015 hasta su renuncia en abril de 2020.